# Rijeka Reževići
Rijeka Reževići este un sat din comuna Budva, Muntenegru. Conform datelor de la recensământul din 2003, localitatea are 41 de locuitori (la recensământul din 1991 erau 38 de locuitori).

## Demografie
În satul Rijeka Reževići locuiesc 35 de persoane adulte, iar vârsta medie a populației este de 46,4 de ani (39,6 la bărbați și 54,1 la femei). În localitate sunt 16 gospodării, iar numărul mediu de membri în gospodărie este de 2,56.
Populația localității este foarte eterogenă.
|  |

| Demografie | Demografie | Demografie |
| An         | Locuitori  | Locuitori  |
| ---------- | ---------- | ---------- |
|            |            |            |
|            |            |            |
|            |            |            |
|            |            |            |
| 1948       | 59         |            |
| 1953       | 74         |            |
| 1961       | 56         |            |
| 1971       | 54         |            |
| 1981       | 42         |            |
| 1991       | 38         | 37         |
| 2003       | 43         | 41         |

| \| Componența etnică conform recensământului din 2003[2] \| Componența etnică conform recensământului din 2003[2] \| Componența etnică conform recensământului din 2003[2] \| Componența etnică conform recensământului din 2003[2] \| Componența etnică conform recensământului din 2003[2] \| \| ----------------------------------------------------- \| ----------------------------------------------------- \| ----------------------------------------------------- \| ----------------------------------------------------- \| ----------------------------------------------------- \| \| \| \| \| \| \| \| Muntenegreni \| Muntenegreni \| \| 20 \| 48,78% \| \| Sârbi \| Sârbi \| \| 9 \| 21,95% \| \| necunoscută \| necunoscută \| \| 0 \| 0% \| |              |  |    |        |
| Componența etnică conform recensământului din 2003 |              |  |    |        |
| |              |  |    |        |
| Muntenegreni | Muntenegreni |  | 20 | 48,78% |
| Sârbi | Sârbi        |  | 9  | 21,95% |
| necunoscută | necunoscută  |  | 0  | 0%     |